# Mont-de-Galié
Mont-de-Galié település Franciaországban, Haute-Garonne megyében. Lakosainak száma 26 fő (2022. január 1.). Mont-de-Galié Galié, Génos, Lourde, Ore és Sauveterre-de-Comminges községekkel határos.

## Népesség
A település népességének változása:
| Lakosok száma | 37   | 42   | 39   | 38   | 35   | 40   | 42   | 42   | 36   | 26   |
|               | 1968 | 1982 | 1990 | 2006 | 2013 | 2015 | 2017 | 2019 | 2020 | 2022 |